# Установка фракціонування Свіні (Chevron Phillips)
Установка фракціонування Свіні (Chevron Phillips) — складова розташованого у Техасі виробничого майданчику компанії Chevron Phillips Chemical.
У Свіні знаходиться потужний нафтопереробний та нафтохімічний майданчик, на якому в 1960-х роках з'явилась установка фракціонування зріджених вуглеводневих газів (ЗВГ). Станом на початок 2010-х вона мала потужність у 116 тисяч барелів на добу, при цьому завдяки модернізації цей показник невдовзі збільшився ще на 22 тисячі барелів.
Постачання суміші ЗВГ для фракціонування може здійснювати трубопровід EZ pipeline. Також неподалік розташований великий газопереробний завод у Маркемі, котрий виділяє ЗВГ із продукції офшорних родовищ.
Що стосується продуктів фракціонування, то на тому ж майданчику Chevron Phillips Chemical має кілька установок парового крекінгу, які споживають етан, пропан та бутан. Зберігання продуктів можливе у розташованому неподалік підземному сховищі Клеменс.
Також варто відзначити, що з середини 2010-х у Свіні почали з'являтись установки фракціонування компанії Phillips 66 (один із співвласників Chevron Phillips Chemical, котрому до того ж належить нафтопереробний компонент комплексу Свіні).